# Manoir du Rouergou
Le manoir du Rouergou est un édifice situé à Saint-Médard, en France.

## Localisation
Le monument est situé dans le département français du Lot, au lieu-dit Le Rouergoux sous le territoire de Saint-Médard.

## Historique
Le manoir eu Rouergou, au lieu-dit Le Rouergou, témoigne de l'arrivée de familles du Rouergue à la fin de la guerre de Cent Ans pour repeupler le Quercy qui a été déserté. La tour et le logis ont été construits dans la seconde moitié du XVe siècle.
Le manoir appartient à la famille Couderc au XVIIe et XVIIIe siècles. Hugues Couderc est qualifié de laboureur du masatge dans les archives. Son fils, Géraud Couderc, mort en 1686, a eu trois filles mariées à des praticiens, hommes connaissant le droit, et un fils, lui-même praticien et marchand.
La tour a été transformée en pigeonnier au XVIIIe siècle. Le logis a été agrandi avec une aile perpendiculaire au XVIIe siècle.
Des dépendances, étables, cuviers, granges, fruitiers, porcherie, ont été ajoutées du XVIIe au XIXe siècle.

## Architecture
Le manoir du Rouergou est un bel exemple de l’architecture quercynoise du XVIIe et XVIIIe siècles. Le manoir possède une très rare grange avec charpente posée au sol.
Le manoir est inscrit au titre des Monuments historiques depuis le 15 décembre 1987.